# Федоров Георгій Георгійович
Георгій Федоров (13 квітня 1878, Київ — 31 жовтня 1938) — член II Державної думи від Київської губернії, меншовик. Жертва московсько-більшовицького терору.

## Життєпис
Народився у 1878 в Києві. Син чиновника.
Закінчив київське Олександрівське ремісниче училище.
Працював викладачем ремесел у Фастівському двокласному училищі. Був членом РСДРП, меншовиком.
У 1907 обраний членом II Державної думи від Київської губернії. Входив до соціал-демократичної фракції.
Був членом комісій: з виконання державного розпису доходів і витрат і з народної освіти.
У 1938 жив у Іркутську, був начальником інспекції держкотлонагляду по Східному Сибіру.
21 червня 1938 заарештований.
20 жовтня того ж року засуджений трійкою УНКВС по Іркутській області до смертної кари за статтею 58-1а, 9, 11 КК РРФСР. Розстріляний 31 жовтня 1938.